# Tamaki Matsuoka
Tamaki Matsuoka (松岡 環 Matsuoka Tamaki?, Osaka, 1947) es una activista japonesa. Su trabajo se focaliza en las percepciones en su país de los crímenes de guerra cometidos en la Masacre de Nanking durante segunda guerra sino-japonesa.

## Biografía
Como maestra de escuela primaria de la asignatura de historia en Matsubara, Osaka Matsuoka sintió que necesitaba decir la verdad sobre los crímenes de guerra japoneses a sus alumnos. Fue a Nanjing, China, varias veces para entrevistar a cientos de veteranos japoneses y supervivientes chinos, y publicó libros y películas documentales en donde mostraran sus recuerdos después de que Japón capturó Nanking. Sus trabajos incluyen el documental Torn Memories of Nanjing de 2009.
Matsuoka es miembro de la Organización de Investigación por la Paz Japón-China que asiste a la ceremonia conmemorativa en el Salón Conmemorativo de la Masacre de Nanjing en Nanjing el 15 de agosto de cada año para mostrar el pesar de los japoneses por los crímenes de guerra. 

## Amenazas
Matsuoka ha sido amenazada por su trabajo por grupos nacionalistas japoneses, por lo que tiene cuidado de no publicar su dirección, por su seguridad y la de su familia, y ha ocultado sus testimonios para protegerlos de ser robados o destruidos. 

## Publicaciones
- 南京 戦 ・ 閉 ざ さ れ た 記憶 を 尋 ね て : 元 兵士 102 人 の 証言. / Nankinsen tozasareta kioku o tazunete : motoheishi hyakuninin no shōgen. Tōkyō : Shakai Hyōronsha, 2002.ISBN 9784784505470[1]
  - Traducción al chino: 南京 战 : 寻找 被 封闭 的 记忆 : 侵华 日军 原 士兵 102 人 的 证言 = Nanjingzhan : xunzhaobeifengbidejiyi : qinhuarijunyuanshibing102rendezhengyan /

Nanjing zhan : xun zhao bei feng bi de ji yi : qin hua Ri jun yuan shi bing 102 ren de zheng yan = Nanjingzhan : xunzhaobeifengbidejiyi : qinhuarijunyuanshibing102rendezhengyan. Llevar a la fuerza : Shanghai ci shu chu ban she, 2002.
- 戦 場 の 街 南京 : 松 村 伍 長 の 手紙 と 程瑞芳 日記 / Senjō no machi Nankin : Matsumura Gochō no tegami a Tei Zuihō nikki. Tōkyō : Shakai Hyōronsha, 2009